# Rocky Juarez
Ricardo „Rocky“ Juárez (* 15. April 1980 in Houston, Texas) ist ein ehemaliger US-amerikanischer Boxer, dessen Karriere bis 2015 andauerte. Er war fünfmaliger WM-Herausforderer im Federgewicht und Superfedergewicht.
Bei den Amateuren wurde er unter anderem 1999 Weltmeister im Federgewicht und gewann die Silbermedaille dieser Gewichtsklasse bei den Olympischen Sommerspielen 2000.

## Amateurkarriere
Juárez begann 1992 im Alter von 12 Jahren mit dem Boxsport, trainierte im Ray's Boxing Club Houston unter Ray Ontiveros und gewann 145 von 162 Amateurkämpfen.
Er wurde 1997 US-Juniorenmeister im Bantamgewicht und nahm in dieser Gewichtsklasse an der Weltmeisterschaft desselben Jahres in Budapest teil, wo er im ersten Kampf gegen George Olteanu ausschied.
1999 wurde er mit einem Finalsieg gegen Steven Luevano US-Meister im Federgewicht und startete bei der in seiner Heimatstadt Houston ausgetragenen Weltmeisterschaft, wo er sich mit Siegen gegen Baqtïyar Tilegenov, Falk Huste, Alex Arthur, Ramaz Paliani sowie Toʻlqinboy Turgʻunov die Goldmedaille im Federgewicht sichern konnte.
Als amtierender Weltmeister startete er in das Jahr 2000, wurde mit einem Finalsieg gegen Teaunce Shepherd erneut US-Meister im Federgewicht, gewann mit einem Finalsieg gegen Steven Luevano die nationale Olympiaqualifikation (Olympic Trials) und siegte in den nationalen Olympic Box-offs erneut gegen Steven Luevano.
Er startete daraufhin bei der kontinentalen Qualifikation in Tampa und gewann das Turnier mit Siegen gegen Israel Galarza aus Puerto Rico, Andrés Ledesma aus Kolumbien und Jorge Martínez aus Mexiko. Bei den anschließenden Olympischen Sommerspielen 2000 in Sydney setzte er sich jeweils gegen Bija Batmani, Falk Huste, Somluck Kamsing und Kamil Dschamaludinow durch, ehe er im Finale gegen Beksat Sattarchanow unterlag und dadurch die olympische Silbermedaille im Federgewicht gewann. Die Niederlage im Finalkampf war jedoch äußerst umstritten, da nach Ansicht des US-Teams der Kasache vom russischen Ringrichter Stanislaw Kirsanow trotz mehrfacher Verwarnungen aufgrund von Haltens weder mit Punktabzug, noch mit Disqualifikation bestraft wurde. Der vom US-Boxverband eingebrachte Protest gegen die Entscheidung führte zu einer mehrjährigen Suspendierung von Kirsanow, während das Kampfurteil hingegen bestehen blieb.

## Profikarriere
Juárez bestritt sein Profidebüt im Januar 2001. Er war im Laufe seiner Karriere zeitweise Free Agent, stand jedoch auch bei den Promotern Main Events Boxing und Golden Boy Promotions unter Vertrag.
Bis Mitte 2005 gewann er jeden seiner 23 Kämpfe, davon 16 vorzeitig. Er erzielte dabei 2003 gegen Antonio Diaz den Ring Magazine Knockout des Jahres, siegte 2004 einstimmig gegen den ungeschlagenen Zahir Raheem (Bilanz: 25-0) sowie durch K. o. in der zweiten Runde gegen den ehemaligen WBC-Weltmeister Guty Espadas junior und konnte 2005 den dreifachen WM-Herausforderer Juan Carlos Ramírez durch TKO in der ersten Runde bezwingen.
Am 20. August 2005 boxte er gegen Humberto Soto (Nr. 2 der WBC-Rangliste) um die Interimsweltmeisterschaft der WBC im Federgewicht, verlor jedoch einstimmig nach Punkten. Der Kampf hatte sich aufgrund der ausgeglichenen Punktezettel erst in der letzten Runde entschieden, in welcher sich Soto durchgesetzt hatte. Der Interimstitel wurde ausgeboxt, da der reguläre WBC-Titelträger Chi In-jin verletzungsbedingt nicht zu einer Titelverteidigung gegen den von der WBC auf Platz 1 gesetzten Herausforderer Juárez antreten konnte.
Im Anschluss wechselte er in das Superfedergewicht und konnte nach zwei Aufbaukämpfen bereits am 20. Mai 2006 um den WBC-Weltmeistertitel dieser Gewichtsklasse antreten, verlor den Kampf jedoch in Los Angeles knapp per geteilter Mehrheitsentscheidung nach Punkten gegen den Titelträger Marco Antonio Barrera, der seine dritte Titelverteidigung bestritt. Im Ring war aufgrund einer fehlerhaften Auszählung der Punktezettel ursprünglich ein Unentschieden verkündet worden, die Revidierung des Urteils folgte erst rund 15 Minuten später. Aufgrund des umstrittenen Urteils fand am 16. September 2006 in Las Vegas ein Rückkampf statt, in welchem Juárez diesmal einstimmig unterlag.
Nach zwei weiteren Aufbausiegen boxte er am 3. November 2007 in Tucson gegen den neuen WBC-Weltmeister Juan Manuel Márquez, der im März 2007 Barrera entthront hatte, verlor jedoch erneut einstimmig. Nach einem folgenden Sieg gegen Jorge Rodrigo Barrios konnte er am 28. Februar 2009 in Houston um den regulären WBA-Weltmeistertitel im Federgewicht boxen, wobei er gegen den Titelträger Chris John ein Unentschieden erreichte. Den Rückkampf gegen den inzwischen zum WBA-Superweltmeister erklärten John, verlor er am 19. September 2009 in Las Vegas einstimmig nach Punkten.
Im Anschluss bestritt er bis Januar 2015 noch acht Kämpfe, von denen er sechs verlor. Seine Niederlagen erlitt er unter anderem gegen Jorge Linares und Andrew Cancio.

## Sonstiges
Juárez wurde als jüngstes von sechs Kindern geboren, wuchs im Stadtteil North Central Houston auf und besuchte dort die Jefferson Davis High School. Einer seiner Großväter war Boxer in Mexiko. Nach seiner Wettkampfkarriere wurde er Inhaber des Rocky's Boxing Gym in Houston. Er ist Vater von vier Kindern.